# Purpose (álbum de Justin Bieber)
«Purpose» es el cuarto álbum de estudio del cantante y compositor canadiense Justin Bieber publicado el 13 de noviembre de 2015 por la compañía discográfica Def Jam Recordings. Sirve como seguimiento de tercer álbum de estudio de Bieber, Believe (2012), y se desarrolló después del lanzamiento de su colección Journals (2013) que lo vio en una dirección más R&B. Trabajando en el álbum durante un período de dos años, Bieber luchó por encontrar una dirección musical para la grabación y el desguace de cada una de estas pistas muchas veces, así, contó con las colaboraciones de Halsey, Travis Scott y Big Sean, como también Skrillex y Diplo colaboraron en la producción del álbum, con la ayuda de su frecuente colaborador y amigo Jason Boyd. 
Bieber comenzó a escribir y grabar con la idea de hacer un álbum inspirador que animara a la gente a través de estos mensajes durante un período de muchísimo escrutinio por parte de los medios de comunicación por su implicación en diversas polémicas de índole personal.
De acuerdo con el sitio Metacritic, el álbum obtuvo reseñas favorables en su mayoría, y contó con una calificación promedio de 63 sobre 100 basada en 20 reseñas. Por su parte, AnyDecentMusic? le dio una puntuación de 6,2 de 10 sobre la base de la recolección de unas 23 reseñas. Tras su publicación, Purpose alcanzó en el número uno en varios países como Estados Unidos, Canadá, Dinamarca, Australia, Noruega, Nueva Zelanda y Suecia, así como el top cinco en otros más, como España, Irlanda y Reino Unido. Con el disco, Bieber estableció algunos récords, como por ejemplo, el de streaming estadounidense y mundial para un álbum en su semana debut, con 205 millones de streams global y 77 millones en Estados Unidos. De acuerdo a la Federación Internacional de la Industria Fonográfica (IFPI), Purpose fue el cuarto álbum más vendido del 2015, con 3.1 millones de copias vendidas globalmente. Para diciembre de 2017, Purpose había vendido mundialmente más de 4.5 millones de copias.
Del álbum se publicaron cuatro sencillos: «What Do You Mean?», «Sorry», «Love Yourself» y «Company». Los tres primeros alcanzaron el primer lugar de Billboard Hot 100 de Estados Unidos y Official Charts Company de Reino Unido, asimismo se posicionaron en el top cinco en varios listados de popularidad alrededor del mundo. Mientras que el cuarto sencillo tuvo una recepción comercial moderada en comparación a los tres anteriores. Purpose fue nominado a Álbum del año y Mejor álbum de pop vocal en la Edición 59 de los Premios Grammy, mientras que «Love Yourself» fue nominada a Canción del año y Mejor interpretación vocal pop solista.
El intérprete ofreció numerosas presentaciones como parte de la promoción del disco, así como un proyecto de «vídeos de baile» para cada pista del disco, llamado Purpose: The Movement, como también se embarcó en una gira musical, titulada Purpose World Tour en 2016, con la cual recaudo un total de 163,3 millones de dólares, con una asistencia total de 1 761 642 personas, convirtiéndose así en la sexta de mayor recaudación en 2016.

## Antecedentes
Mientras promovía su tercer álbum del estudio, Believe (2012), en la gira Believe Tour a lo largo del 2012 y 2013, Bieber comenzó a grabar canciones en el tour y confirmó en enero de 2013 que estaba escribiendo para un nuevo álbum. Cinco meses más tarde confirmó un nuevo álbum para 2013, con su mánager que iban a pensar fuera de la caja y lanzar un tipo de álbum diferente. En octubre de 2013, el intérprete inició la campaña «Lunes de música», un proyecto en donde por diez semanas cada lunes en la noche se publicaba una nueva canción, para descarga digital. Finalizado el proyecto, en diciembre de 2013, Bieber publicó las diez canciones de la campaña junto a nuevos temas en una colección de edición limitada llamada Journals. Rápidamente después de enero de 2014, el productor Douglas Romanow anunció que Bieber estaba grabando nueva música con él. Ese mismo mes, Jason «Poo Bear» Boyd, quien previamente había trabajado en la mayoría de las canciones de Journals, comenzó a grabar en gran medida con el cantante. En marzo de 2014 publicó en su Instagram una vista previa de una canción 
titulada «Life Is Worth Living»,. mientras que en abril, prometió en su cuenta de Twitter que su nueva música sería la «mejor» que él nunca haya hecho, mientras trabajaba en el estudio de grabación en el álbum.
En 2015, se anunció que Bieber iba a tomar su tiempo para anunciar la edición del disco, ya que no iba a apresurar un álbum solo porque sí. Durante una entrevista en Wango Tango en mayo, reveló: «solo estamos ajustándolos hasta ahora por lo que está en la etapa de último toque... es pronto». En septiembre de 2015, durante una entrevista con Jimmy Fallon, el cantante anunció que el álbum sería lanzado el 13 de noviembre de ese año. El 2 de octubre de 2015, Bieber reveló el título del álbum, Purpose, en su cuenta de Twitter. mientras que el 9 de octubre de 2015 reveló a través de su cuenta de Instagram que el artista callejero Retna se encargaría de la portada del álbum. El 16 de octubre de 2015, Purpose entró en disponibilidad para pre ordenar vía descarga digital. Un remix de «What Do You Mean?» con la voz adicional de Ariana Grande, se puso a la venta, a aquellos que pre-ordenaran el álbum. El 28 de octubre de 2015, Bieber anunció la lista de canciones del álbum a través de una serie de tuits, en donde aparecía el título de la canción pintado en la pared en varios países.

## Escritura y grabación

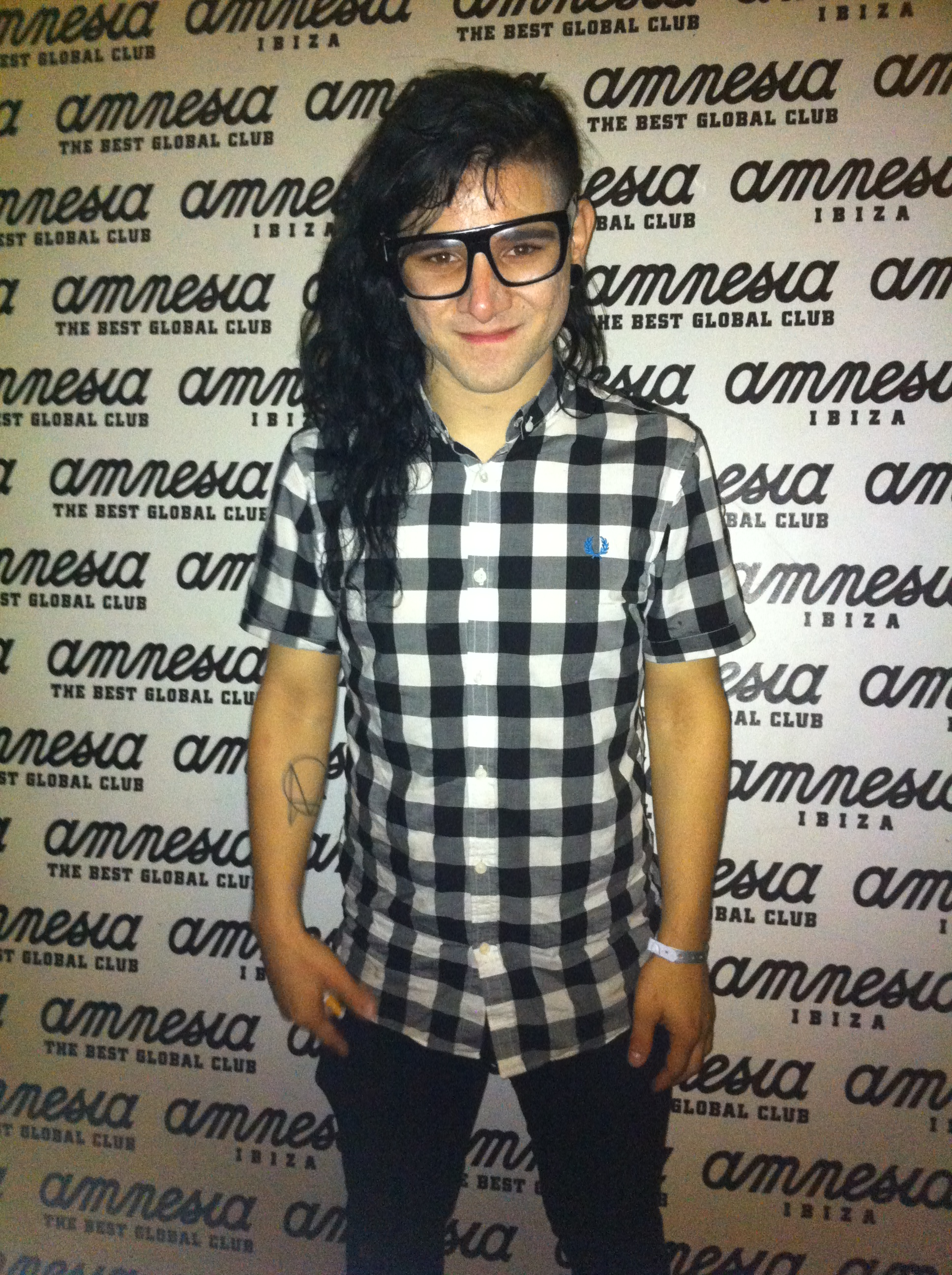
Skrillex desempeñó un papel fundamental en la dirección del álbum, produciendo seis canciones.

Durante algunos meses, Bieber compartió fragmentos de nueva música en sus redes sociales, así como posibles colaboradores tales como Ariana Grande, T-Pain, Cody Simpson y otros. Con Simpson planeaba lanzar un álbum acústico, pero decidieron cancelarlo, en su lugar publicaron un sencillo titulado «Home to Mama» lanzado en noviembre de 2014. Su sello discográfico también organizó campos de escritura con varios compositores, para escribir canciones al cantante, sin embargo Bieber no sentía conexión con las canciones. En noviembre de 2014, se informó que los disc jockeys estadounidenses Skrillex y Diplo estaban trabajando con Bieber en el álbum. Finalmente, prometió a un nuevo álbum para 2015, declarando que iba a ser «un nuevo gran capítulo para mí». En enero de 2015, su representante Scooter Braun compartió en su cuenta de Instagram una imagen de Bieber junto al productor discográfico Rick Rubin, mientras que en marzo de 2015, en una entrevista para USA Today Bieber anunció que estaba trabajando con Kanye West. Durante la entrevista, también reveló que tuvo que rehacer el álbum entero pues «no coincidían hasta donde estoy ahora y donde está mi cabeza». Según él, «en lo que piensas todo el tiempo es lo que escribes, y ahora que pienso en más cosas positivas, completamente cambia mi música».
En una entrevista en julio, habló acerca del trabajo con Skrillex, diciendo: «Skrillex es un genio. Es súper futurista y y me encanta su sonido. Creo que poder incorporar ese sonido con lo que estoy haciendo ha sido súper cool porque es como nuevo y fresco, y siento que nadie lo ha hecho antes». Skrillex también comentó de trabajar com Bieber: «Oí algunas canciones bien escritas que estaban realmente bien que quisieron que yo hiciera la producción y desde allí, escribimos algunas canciones nuevas. Fue una oportunidad de probar algunas cosas que nunca había hecho antes y terminamos haciendo algo realmente único». Bieber también comentó sobre West, al declarar: «he estado en el estudio con él durante el último mes más o menos. Creo que él solo te empuja. Él sin duda quiere que sea mi camino y mi dirección y no quiere robar lo que quiero... por eso los artistas aman ir a él, porque él saca algo de lo que otras personas no saben». En agosto de 2015, Billboard informó que Bieber también estaba trabajando con Mason «MdL» Levy y Justin Tranter de Semi Precious Weapons. En octubre de 2015, su mánager Scooter Braun, bromeó acerca de una posible colaboración del artista con la cantante estadounidense Halsey, mientras que Bieber confirmó que el cantautor británico Ed Sheeran escribió una canción para el álbum.

## Título y portada
En palabras de Bieber, escogió el título del álbum, ya que sentía «perdido su objetivo» y sintió que finalmente lo había recuperado. El artista continua, al mencionar que: «La palabra "[objetivo]" es tan importante en mi vida(...) Mi objetivo es inspirar a la gente y usar mi plataforma para ayudarla». Cómo señaló Patrick Hosken de MTV News sobre la portada del álbum, «Bieber está descamisado y asumiendo una postura muy digna, sus manos están en una pose para orar, su cabeza mirando hacía abajo, a lo que se encuentra su torso: La palabra "Purpose" escrita con la misma tipografía que vimos primero la semana pasada, cuando reveló el título del álbum». La portada además tiene un símbolo «parecido a una cruz asimétrica con un pequeño círculo atado cubriendo el fondo entero y pintado en su torso». La edición de lujo del álbum utiliza la misma portada, solo que el fondo y la cruz se matizan de negro.
Purpose en un principio se prohibió en varios países del Medio Oriente e Indonesia, fuertemente de creencias musulmanas, debido a las referencias cristianas pesadas en la portada, especialmente el tatuaje de cruz y la postura de oración de Bieber, las cuales fueron consideradas «demasiado provocadoras». Debido a eso, en esos países se publicó el álbum con una portada distinta: En esta se ve a Bieber en la cima de un acantilado, con vistas a una orilla.

## Estructura musical

### Música
En agosto de 2015, Jason Lipshutz de Billboard informó que el álbum «aparentemente [ib a ser] una mezcla de EDM y pop después del abrumador R&B acústico de su proyecto de 2013 Journals». Lipshutz también señaló que «fuentes dicen que el nuevo álbum incluirá múltiples baladas de piano en el que Bieber reflexiona sobre sus errores personales, así como outros hablados donde se dirige directamente a sus seguidores». En una entrevista durante el Festival Wango Tango, Bieber habló sobre la dirección del álbum, diciendo: «en general, estoy simplemente feliz con el lugar que estoy en forma creativa. Siento que este es probablemente lo mejor que he estado. Realmente no hay una dirección. Es como elevar la música que la gente puede bailar... es un poco diferente, es realmente edificante y la gente va a sonreír cuando la escucha». Cuando se le preguntó si la canción «Where Are Ü Now», previamente lanzada como un sencillo de Jack Ü (un dúo de los DJs y colaboradores del álbum Diplo y Skrillex) que cuenta con la voz de Bieber, sería indicativa del sonido en el álbum, él respondió que el álbum tendría «fragmentos de ese tipo de cosas (presumiblemente EDM) pero que eso sería realmente musical [con] una gran cantidad de instrumentación real». También comentó que estaba «tratando de tener un sonido consistente y me siento un poco deprimido porque estoy tan ... como, quiero que funcione tan mal. Tú sabes que quiero que la gente lo ame, e inspire a la gente y a veces me siento como, ¿es esto lo suficientemente bueno? ¿Es esta la dirección que quiero ir?». Purpose mezcla beats de dance, vibraciones de EDM con baladas de R&B despojadas. El álbum también hace uso de instrumentos atmosféricos, así como hi-hats, bajo y sintetizadores.
La canción de introducción «Mark My Words» fue considerada un preludio en el sonido general del álbum: una «mezcla de pistas up-beat y suaves con la llamativa producción y composición de canciones», con Bieber usando su falsete. 
«I'll Show You» fue considerada una «balada EDM refrigerada», teniendo sintetizadores atmosféricos, bajo graso, percusión de trampa, y sábanas de sintetizadores en cascada. «What Do You Mean?» y «Sorry» fueron consideradas canciones tropical house, con el primero utilizando «flauta de pan y piano», mientras que tenía «indirectas de electropop oscuro» y el último con influencias del dancehall. El álbum también cuenta con el tema eurodisco «Children», los funky disco pop «Been You» y «Get Used to It», y el airy, dubsteppy y dark pop «The Feeling», así como «Where Are Ü Now», que inicialmente fue una balada de piano lenta llamada «The Most», que está disponible en su formato original en algunas ediciones del álbum, y se transformó en una pista EDM que tanto Skrillex como Diplo «tomaron mucho de su voz y [...] añadieron armonías naturales», así como tomar la voz de Justin mientras canta «"lo necesito más" y distorsionarlo» lo que hizo creer que era un «sonido de delfín».
En contraste con las canciones orientadas al dance presentes en el álbum, Purpose también incluye una canción pop acústica, «Love Yourself», que tiene un arreglo mínimo, usando una guitarra y una «breve ráfaga de trompetas», e influencia del folk, así como la balada de piano «Life Is Worth Living» y la pista «Purpose». Mientras tanto, «Company» mezcla electropop y R&B, y fue comparada con el lanzamiento anterior de Bieber, Journals (2013). «No Pressure» es una canción de R&B «soñadora» que cuenta con la participación del rapero Big Sean, quien previamente trabajó con Bieber en «As Long As You Love Me» de Believe y «Memphis» de Journals y tiene un «riff de guitarra elástica» y «guitarra acústica brillante y procesada». «No Sense» es una pista hip-hop, con sintetizadores de bajo e influencias de trap, sobre todo debido a la aparición de Travis Scott. Su rap fue observado por el uso en exceso de auto tune, mientras que la voz de Bieber fue comparada con la de Justin Timberlake. «We Are» y «Trust» también están basados en hip-hop, la primera con un «bucle de fondo» y la última con «sonidos de producción aguda y los interruptores en el flujo», con influencias en Drake.

### Contenido lírico

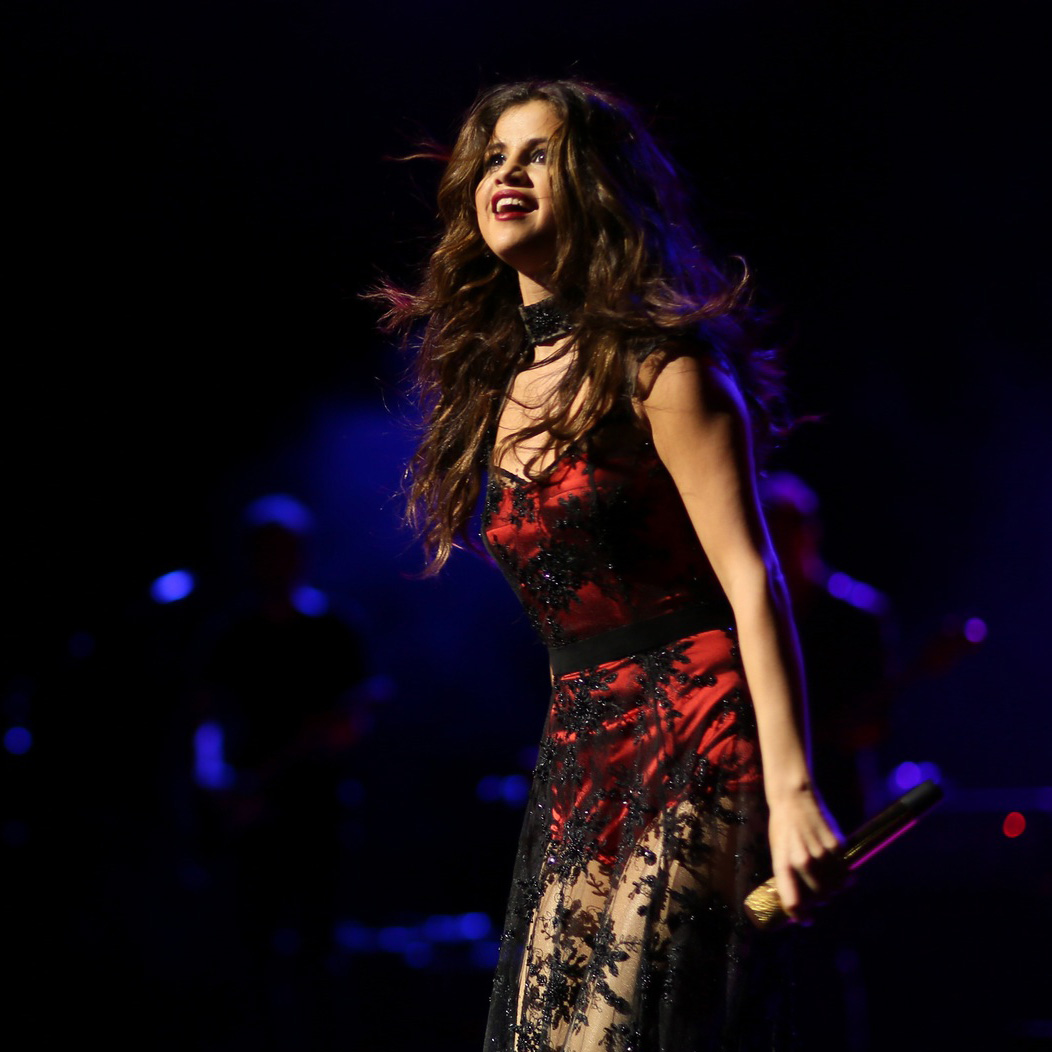
Bieber reconoció que Selena Gomez fue una inspiración en las letras del álbum.

Al preguntársele sobre los temas del álbum en una entrevista para The Fader, Jason «Poo Bear» Boyd, uno de los principales compositores del álbum, afirmó: «Se trata de tener en cuenta y en sintonía con lo que está pasando con Justin. Simplemente ser honestos. Estamos realmente configurados para este proyecto a ser inspirador. Si hablamos de una chica, era algo que había ocurrido. En general, tocamos en su vida personal como sus problemas de relación, pero al mismo tiempo, es un equilibrio saludable de música inspiradora. Estamos pensando en asegurarnos de que no es negativo, pero edificante, incluso la música que habla de sus relaciones, es una música que se siente bien, no es nada que te haga sentir deprimido». En una entrevista para USA Today, el propio Bieber declaró que la canción del álbum está «en aumento, estar en contacto contigo mismo. ¿Qué puedo decir, son experiencias de vida y saber que puedes y subir y seguir adelante?. La esperanza y la fe, es lo que ha conseguido a través de esto también, mi fe, en lo que yo creo. A veces estas alrededor de algunas personas y podrías contaminar lo que crees. Creo que es lo que sucedió conmigo, bajé mis creencias». Cuando se le preguntó acerca de inspiraciones para el álbum y si su exnovia Selena Gomez le inspiró, admitió: «Mucha de mi inspiración viene de ella. Fue una larga relación que creó la angustia y creó la felicidad, y un montón de emociones diferentes sobre las que quería escribir, así que hay mucho de eso en este álbum».

### Canciones
Purpose fue considerado por Caroline Sullivan de The Guardian como un álbum con las canciones que sirve como un «un lamentable mirar atrás y comenzar de nuevo». Los temas del álbum también fueron vistos como una «disculpa gigante a su ex, Selena Gomez, y a su público, por varios delitos bien documentados». Tal como describió Sheldon Pearce de Complex, «Purpose es, en su esencia, una petición formal de perdón a través de la música». El primer tema del álbum, «Mark My Words» es una súplica solemne, donde promete «darte todo lo que tengo» y «dejar que sus acciones hablen más alto que sus palabras». En «I'll Show You», una carta abierta a los fanes, ofrece «una visión autobiográfica de la dificultad de crecer en el ojo público». «What Do You Mean?» fue descrito como «el himno de los hombres autoproclamados para la incapacidad de entender el sexo opuesto», Mientras que «Sorry» pide «una sincera disculpa dirigida a lo que puede suponerse es un antiguo amor» en un intento de corrección de rumbo. «Love Yourself» se destaca por ser un «beso sin salida para un ex esnob», con algunos críticos señalando que el verdadero significado «oculto bajo el engañoso título "Love Yourself"» es «F**k Yourself». «Company» la sexta pista del álbum, «espera poder conocer a alguien atractiva, pero también establece algunos límites saludables para hacerlo», entre tanto «No Pressure» «invita a un ex de vuelta a la relación, pero insiste, no quiero añadir a su dolor en absoluto», mientras que Big Sean hace referencia a Yoko Ono, Street Fighter y la serie de televisión Empire. El octavo tema del álbum «No Sense» «habla de compartir una cama con una mujer», con Travis Scott rapeando «líneas sobre cómo echa de menos ser abucheado».
La novena pista, «The Feeling», «toca el cuestionamiento de la emoción abrumadora y emocional de enamorarse», con Bieber y Halsey preguntándose: «¿Estoy enamorado o estoy enamorado del sentimiento?». «Life Is Worth Living» encuentra a Bieber «reflexionando [...] sobre la redención y el perdón diciendo que puedes crucificarlo pero solo 'Dios puede juzgarme'». De acuerdo a uno de los compositores del tema, Jason Boyd, «[Es una] grabación positiva que dice que la vida vale la pena vivirla, se supone que vivimos. Se supone que estamos aquí [...] La gente comete errores, aprende de ellos y no lo que sea, pero dicen, "¿Sabes qué? No voy a hacerlo de nuevo. La vida vale la pena vivirla, no voy a renunciar porque me caí. Voy a esforzarme porque mi vida vale la pena. Esto tiene un significado positivo, siento que me va a salvar muchas vidas». «Where Are Ü Now», «habla de cuidar y rezar por un ex que no devolvió el favor», «Childrens» tiene un mensaje de conciencia social y «aboga por hacer del mundo un lugar mejor para sus residentes más jóvenes», así, recibió comparaciones desfavorables de las canciones «Man in the Mirror» y «Earth Song» de Michael Jackson. La canción que le da título al álbum «narra una vez que estaba al final de su cuerda, pero Dios lo bendijo con propósito». Termina con un pensamiento de «larga voz» acerca de Dios. «Get Used to It», tiene «eufemismos sobre flores y explosión de fuegos artificiales», «We Are» cuenta con líneas de rap de Nas sobre la serendipia y hacer yoga, «Trust» habla de «seguir creyendo en el amor», y por último «All In It», «reflexiona sobre confiar en Dios para llenarlo por dentro»  y un outro hablado donde él declara que: «Dios es perfecto y nunca decepciona, así que recibo mi reconocimiento de Él y le doy mi reconocimiento».

## Recepción crítica
Purpose recibió reseñas tibias por parte de los críticos musicales. En Metacritic el álbum obtuvo una calificación promedio de 63 de 100, basada en veinte reseñas, lo que indica «críticas medias». En AnyDecentMusic? consiguió una puntuación de 6.2 sobre 10 basada en veintitrés reseñas, mientras que la página Kritiker, sitio que recopila críticas de Suecia, tiene una puntuación de 3,8 de 5, lo que indica «críticas favorables en general».
Andy Kellman de Allmusic le dio al álbum tres estrellas de cinco, y lo llamó «un reinicio desigual, extrañamente convincente», Kellman observó que Purpose debería enganchar a admiradores de la música pop de mente abierta que antes no le pagaron ninguna mente, y podría incluso recuperar a algunos de los que escribió Bieber años atrás. Annie Zalezki del medio A. V. Club, consideró que el álbum «se toma tan en serio que muy a menudo suprime exactamente lo que hizo a Bieber tan atractivo en primer lugar». Sin embargo, aunque menciona que con Purpose Bieber demostró la capacidad de evolucionar e incursionar en la música más madura, pero debido a que el álbum se empeña de impulsar un programa de redención y establecerlo como un artista serio, carece de alegría. Kenneth Partridge de Billboard, le otorgó cuatro estrellas de cinco al álbum, elogiándolo por «jactarse de una gama constante de sonidos exuberantes, algo electro-dance», elogió también el uso de «sintetizadores deformados por el sol», «voces con acento de ardilla, cargas de bajo y trampas hi-hats». Por su parte, Amy Davidson del sitio web musical británico Digital Spy escribe que con Purpose, el artista pisa la línea entre el «'ay-is-me' de villano de pantomima reformado y de estrella del pop descarado como un profesional». La redactora afirma que es su mejor álbum en proceso.
En su reseña para The Guardian, Caroline Sullivan señaló que «la dirección musical le debe mucho a co productor Skrillex, cuya inesperadamente sutil paleta electrónica complemente la voz afectadamente entrecortada de Bieber», sosteniendo que «la voz pronto empalaga, pero las canciones son a menudo interesantes». Joe Rivers de Clash Music comentó que Purpose «pone mucha fe en la fuerza de las melodías que sustentan las pistas y, en su mayor parte, es una maniobra inteligente». Añade, que paradójicamente, debido a que las pistas no valientes en Purpose, en sí mismo hace que sea un álbum muy audaz, también añade que el álbum toma señales del R&B de los 90, y el estilo confesional del cantautor Ed Sheeran. Al Horner de NME, le otorgó tres estrellas de cinco al álbum, «comentando que es sin duda un comienzo en la reinvención» y que «muchas opciones buenas han sido hechas aquí». Sheldon Pearce de la revista Complex, comentó que «La trifecta es la base sobre la que está construido Purpose, es una grabación de mayoría de edad llena de cristalización de gemas pop y de baile emo». Pierce afirma que el álbum es «una petición formal de perdón a través de la música»,  y concluyó la nota diciendo:

«Él [Bieber] pone su alma al descubierto en letras tristes desnudas completamente, lo que requiere muy poca interpretación, llenando los riscos con producciones flotantes, bañadas por el sol de Skrillex, y la sangre de Diplo [...] El perdón siempre es un duro pedir, pero con Purpose como ofrenda, Justin Bieber se hace agradable una vez más, presentando su música como su confesionario y saliendo por el otro lado con una segunda oportunidad».

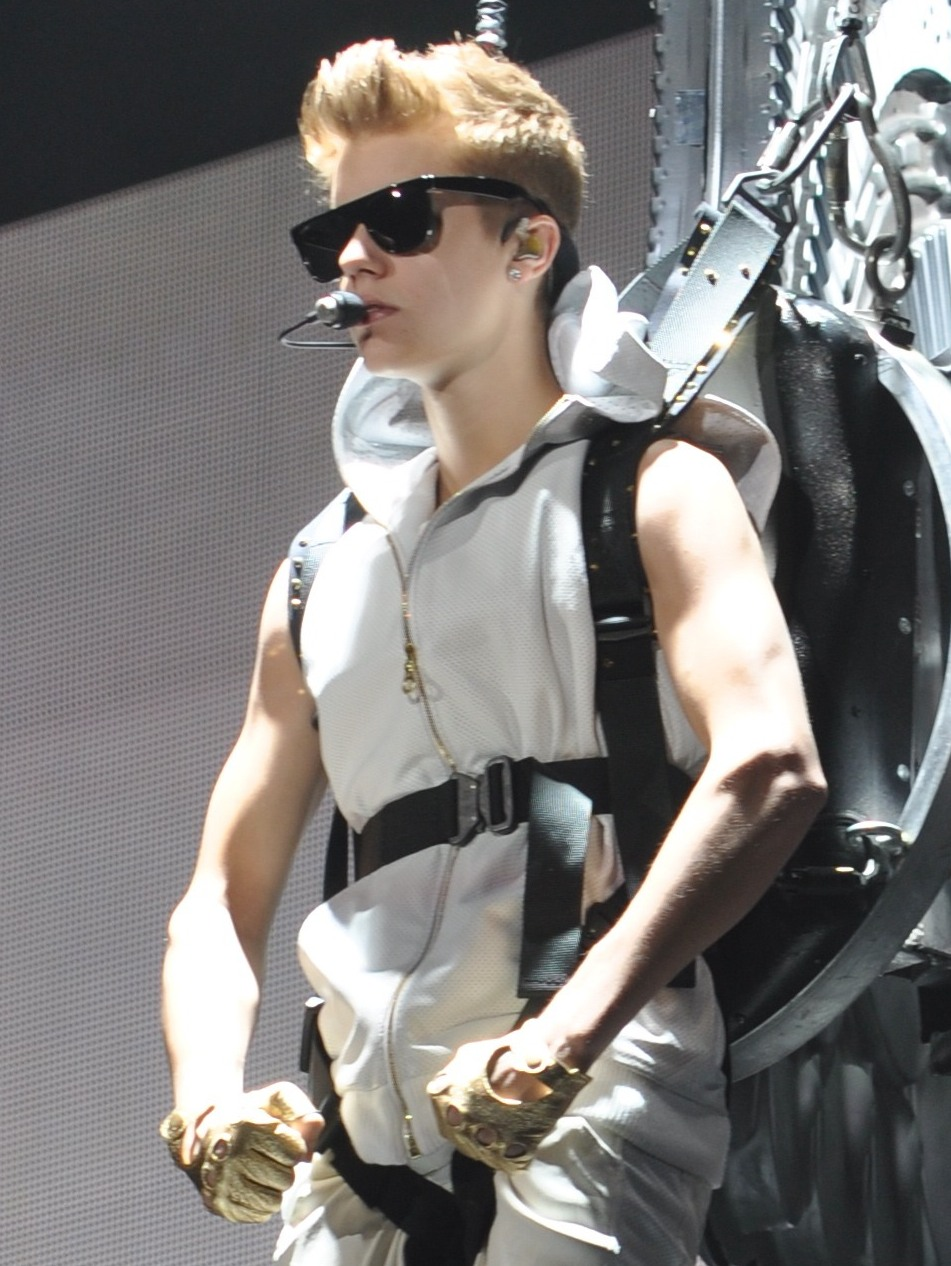
Muchos críticos alabaron el cambio que Bieber estaba desarrollando gracias a Purpose.

Leah Greenbatt de Entertainment Weekly también felicitó al álbum, por presentar «una síntesis que roza la música dance metálica y el R&B moderno»,  argumentando que esta nueva dirección musical «probablemente se debe mucho a colaboradores de la nueva escuela como Diplo y Skrillex, así como el menos conocido mago de producción Poo Bear». Asimismo Neil McCormick de The Daily Telegraph elogió al álbum por ser «menos de un gran público», pero más de un «peculiar y atmosférico electro R'n'B, con sonidos de ciencia ficción y excéntricas muestras vocales». Sostuvo que este sonido «centra la atención en el canto suave, flexible y seductor de la estrella», y concluye que «a pesar de la presencia de la estrella de EDM Skrillex entre los créditos de producción, se ejerce una restricción sorprendente en todas partes, con temas que rara vez se convierten en himnos techno». Nicolás Del Moral del sitio web español Jenesaispop le dio al álbum una calificación de 7,5 sobre 10, con la concesión que la propuesta de Purpose es la correcta, «apta para todos los públicos, y capaz de arrastrar a los fanes de siempre y de reclutar nuevos acólitos», que «no solo le va a garantizar ventas y una recepción crítica mejor que buena sino que además allana el camino para futuras publicaciones». Bianca Gracie de Idolator estuvo de acuerdo con que el álbum es sin duda el mejor trabajo del artista, y «muestra que él está finalmente seguro de revelar su verdadero arte». Y que «no hay nada que lamentar, así que mantengan sus disculpas para ustedes mismos». Patrick Ryan de USA Today elogió el «músculo de colaboración y confianza» en el álbum, señalando que muestra «un artista que está completamente sin miedo a reinventarse a sí mismo y crear la definición misma de un álbum de regreso [...] con el Purpose, se prueba a sí mismo como uno de las estrellas pop más progresistas, y debido a eso somos Beliebers recién convertidos».
Andrew Unterberger de Spin elogió al álbum, diciendo: 

«Si hay un mensaje que el disco deja en claro, es que esa soledad hizo que Justin Bieber se diera cuenta lo que necesita, y que estaba dispuesto a hacer lo que fuese para llegar a nosotros de nuevo y por darnos el mejor álbum de su carrera y posteriormente volver a ascender a la cima del Top 40, Bieber de contestó su propia pregunta: en la música pop, nunca es demasiado tarde para decir que lo sientes».

Fabiola Hinojosa Flores de Espectáculos Televisa nota que en el álbum «hay ligeras novedades sónicas, siendo algunas melodías románticas y colaboraciones», también dijo que el disco en su mayoría son baladas que muestran a un Justin «hablando de amor y desamor, con cierto dolor (pero sin caer en la desesperación)», mientras que el resultado del álbum es aceptable. Elliott S. Edwards de Sputnikmusic comentó que el álbum «evita la decepción si no por el mérito del liderazgo de los sencillos solamente», afirma que la «mayoría del material se encuentra en una nube tóxica de influencias anticuadas». Mientras tanto Siena Yates de la revista neozelandesa Stuff, escribió que Purpose, es infinitamente mejor que cualquiera de los trabajos previos de Bieber, su voz ha mejorado, las canciones son mucho más relatables, sin embargo afirma que «las canciones no son exactamente dignas del delirio». En un análisis entre Purpose y Made in the A.M. de One Direction, Jon Carmanica de The New York Times sostuvo que «a pesar de que el Sr. Bieber es más joven que todos los hombres de One Direction, suena exponencialmente más experimentado y exponencialmente más fatigado en Purpose», elogiando el álbum por demostrar que demuestra que Bieber es «el mejor cantante de todos, y el que tiene una visión clara para su sonido, incluso si está siendo negado en gran medida aquí». Para The National, el álbum «funciona como un álbum de mayoría de edad de la peor manera: aprende a abusar emocionalmente de las mujeres, y entonces serás un hombre», añadiendo que la «estrategia de Bieber es contradictoria. Él al mismo tiempo se disculpa y duplica su disgusto – pero astutamente, ahora manifiesta este último de una manera socialmente más aceptable». Para la editora de Consequence of Sound Janine Schaults, «Purpose alcanza algunos de los máximos más altos y mínimos más bajos en la carrera de Bieber. Skrillex y Diplo sirven exitosamente a los golpes nerviosos listos para incitar cualquier cosa con un pulso, pero el sentimiento en el núcleo del álbum se inclina hacia lo insportable. Incluso cuando Bieber llega a la mediocridad, lo alcanza tropezando cabeza abajo por un acantilado».

### Reconocimientos
Purpose fue escogido como uno de los mejores álbumes de 2015 por diversas revistas especializadas en música. Por ejemplo, la revista Spin lo escogió como uno de los «25 mejores álbumes de pop de 2015», en la posición quince, con James Grebey que declara: «La voz maleable de 21 años (que nunca perdió su halo a pesar de algunos pecados)  rara vez ha sonado mejor, sobre todo rodeada por latidos tropicales calientes y floreos de producción que suenan del modo nuevo emocionantemente».
| Publicación          | Lista                          | Posición | Ref.   |
| -------------------- | ------------------------------ | -------- | ------ |
| Complex              | The Best Albums of 2015        | 5        | [ 82 ] |
| Digital Spy          | The 25 Best Albums of 2015     | 2        | [ 83 ] |
| Entertainment Weekly | The 40 Best Albums of 2015     | 17       | [ 84 ] |
| Entertainment Weekly | The 10 Best Pop Albums of 2015 | 7        | [ 85 ] |
| Fuse                 | The 20 Best Albums of 2015     | 15       | [ 86 ] |
| Pitchfork            | The 50 Best Albums of 2015     | 32       | [ 87 ] |
| Rolling Stone        | 20 Best Pop Albums of 2015     | 11       | [ 88 ] |
| Spin                 | The 25 Best Pop Albums of 2015 | 15       | [ 81 ] |

### Premios y nominaciones
Durante la promoción del álbum, tanto Justin Bieber como Purpose y sus sencillos recibieron varios premios y nominaciones en distintas ceremonias, las cuales destacan los American Music Awards o los Premios Grammy. A continuación, una lista con algunos de los reconocimientos de la era:
| Año  | Premiación                   | Categoría                       | Resultado | Ref.   |
| ---- | ---------------------------- | ------------------------------- | --------- | ------ |
| 2016 | American Music Award         | Álbum pop/rock favorito         | Ganador   | [ 89 ] |
| 2016 | Billboard Music Award        | Álbum Billboard Top 200         | Nominado  | [ 90 ] |
| 2016 | Danish Music Awards          | Mejor álbum internacional       | Ganador   | [ 91 ] |
| 2016 | Premios Juno                 | Álbum del año                   | Nominado  | [ 92 ] |
| 2016 | Premios Juno                 | Álbum pop del año               | Ganador   | [ 92 ] |
| 2016 | LOS40 Music Awards           | Grabación internacional del año | Ganador   | [ 93 ] |
| 2016 | MTV Video Music Awards Japan | Álbum internacional del año     | Nominado  | [ 94 ] |
| 2017 | Premios Grammy               | Álbum del año                   | Nominado  | [ 12 ] |
| 2017 | Premios Grammy               | Mejor álbum de pop vocal        | Nominado  | [ 12 ] |

## Recepción comercial
En Estados Unidos, la competencia entre Bieber y la banda One Direction comenzó cuando los británicos anunciaron la fecha de lanzamiento de su álbum Made in the AM, como su último álbum antes de su descanso en marzo de 2016. Muchos compararon la «guerra» entre las dos fuerzas del pop, con la de 50 Cent y Kanye West por el número uno en 2007. Sin embargo, Purpose debutó en la primera posición de Billboard 200, por encima de Made in the AM, con ventas de 649 000 unidades, de las cuales 522 000 fueron ventas tradicionales. Esto significó el sexto número uno del artista en el listado, y su semana debut con mayor número de ventas, superando a Believe que vendió 374 000 copias en 2012. Asimismo el debut de Purpose registró la mejor semana en ventas desde que se estableció el conteo streaming más unidades equivalentes en 2014, superando el debut de If You're Reading This It's Too Late de Drake (que despachó 535 000 unidades en 2015). Mientras tanto, con las ventas tradicionales del álbum, estableció el debut más alto, desde 1989 de Taylor Swift, quien debutó con 1.29 millones en 2014, y el mejor debut de un artista masculino desde The Marshall Mathers LP 2 de Eminem, quien en 2013 debutó con 792 000. Purpose rompió además el récord de streaming estadounidense y mundial para un álbum en su semana debut, con 205 millones de streams global y 77 millones en Estados Unidos. En su segunda semana, el álbum descendió a la segunda posición, por debajo del debut de 25 de Adele, con 3.38 millones de copias. En dicha semana, Purpose, vendió 290 mil unidades, de las cuales 184 000 fueron tradicionales. Para diciembre de 2015, el álbum ya había superado la barrera del millón de copias, convirtiéndolo en el quinto álbum de Bieber en lograr dicha hazaña. Eventualmente, se convirtió en el tercer álbum más vendido del 2015 en Estados Unidos, con 1 269 000 copias. Para diciembre de 2016, el álbum ha vendido 1 812 000 copias.
En Canadá, el álbum debutó en la primera posición de Canadian Albums, al finalizar 2015, vendió 227 000 copias, convirtiéndose en el segundo más vendido en ese año, justo detrás de 25 de Adele, además se convirtió en el álbum de un artista canadiense más vendido. Para el primer semestre de 2016, Purpose había despachado otras 77 000 copias más en territorio canadiense, además de ser el cuarto álbum más vendido en dicho lapso de tiempo. Al finalizar 2016, el álbum vendió un total de 92 000 copias. En otros territorios de América, logró entrar entre los cinco primeros de sus listados: En Argentina, Brasil y México, debutó en primer lugar, mientras que en Uruguay entró en la tercera posición.

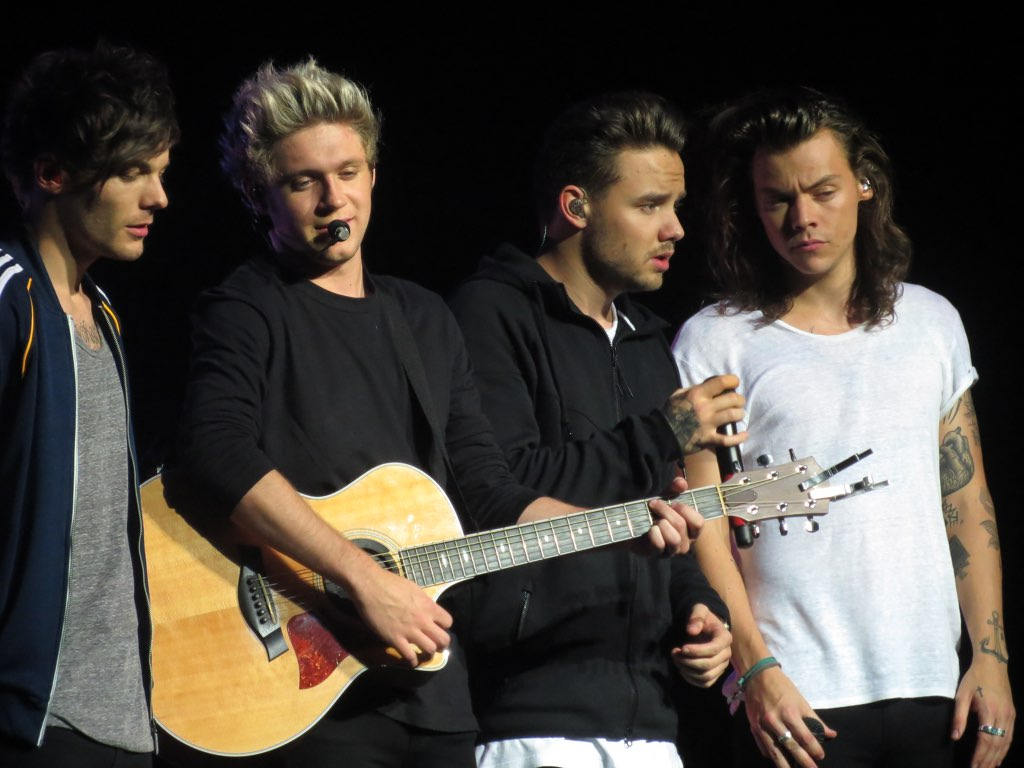
Debido a que One Direction y Bieber lanzaron sus álbumes al tiempo, suscitó a una «guerra» por quien se posicionaba mejor en las listas de popularidad.

En Europa tuvo una excelente recepción comercial. En Alemania, debutó en la tercera posición de Media Control Charts para álbumes, más adelante, ganó un disco de oro en ese país. En Austria, los territorios belgas y Croacia se posicionó entre los diez primeros, entre tanto, en los primeros dos países certificó dos discos de platino y oro respectivamente. En Dinamarca, debutó en el segundo lugar, más tarde, alcanzó la primera posición, en la cual se mantuvo por once semanas no consecutivas, así, ganó cinco discos de platino. En otros territorios europeos, como España, Finlandia, Francia, Grecia, Hungría e Italia, se estableció entre los diez primeros puestos, mientras que en España, Hungría e Italia, logró certificaciones de oro y platino. En Noruega, Países Bajos, Suecia y Suiza alcanzó el primer puesto de sus listados musicales, mientras que Polonia fue el único país europeo en donde no ubicó el álbum en los diez primeros, no obstante en dicho país certificó tres discos de platino, lo mismo que en Suecia.
Al igual que en Estados Unidos, en Reino Unido, los álbumes de Bieber y One Direction competían por el primer lugar, sin embargo esta vez ganó Made in the AM, quien debutó con 93 189 copias en el número uno del listado de The Official Charts Company para álbumes, mientras que Purpose, debutó en el segundo lugar con tan solo algo más de 3000 copias de diferencia, 90 596. El álbum se convirtió en el quinto más vendido del 2015, con ventas de 645 mil copias combinadas. Ya para junio de 2016, Purpose había comercializado 982 000 copias combinadas en Reino Unido.
En Australia, el álbum debutó en la primera posición de ARIA Charts para álbumes, logrando así su tercer número uno, así como el tercer número uno de la discográfica Def Jam, después de Yeezus (2013) de Kanye West y el primer disco de Bieber My World 2.0 (2010). En su semana debut en Australia, Purpose vendió alrededor de 40 935 copias, que junto a las ventas de Made in the AM de One Direction (que vendió 34 886) representaron un tercio de las ventas totales de esa semana. Además el 73 % de las ventas totales del álbum fueron netamente descargas digitales. El álbum ha certificado tres discos de platino en Australia. En Nueva Zelanda, el álbum debutó en la primera posición, por encima de Made in the AM, con ventas inferiores a 7500 copias. Hasta el momento, el álbum ha certificado doble disco de platino en Nueva Zelanda. En Sudáfrica se posicionó en la quinta plaza de la lista de álbumes, mientras que en algunos países de Asia tuvo una recepción moderada. en Japón alcanzó la séptima posición del listado Oricon, mientras que en Taiwán debutó en la segunda posición.
De acuerdo a la Federación Internacional de la Industria Fonográfica (IFPI), Purpose fue el cuarto álbum más vendido del 2015, con 3.1 millones de copias vendidas globalmente. Para junio de 2016, Purpose había vendido mundialmente 4.5 millones de copias.

## Sencillos

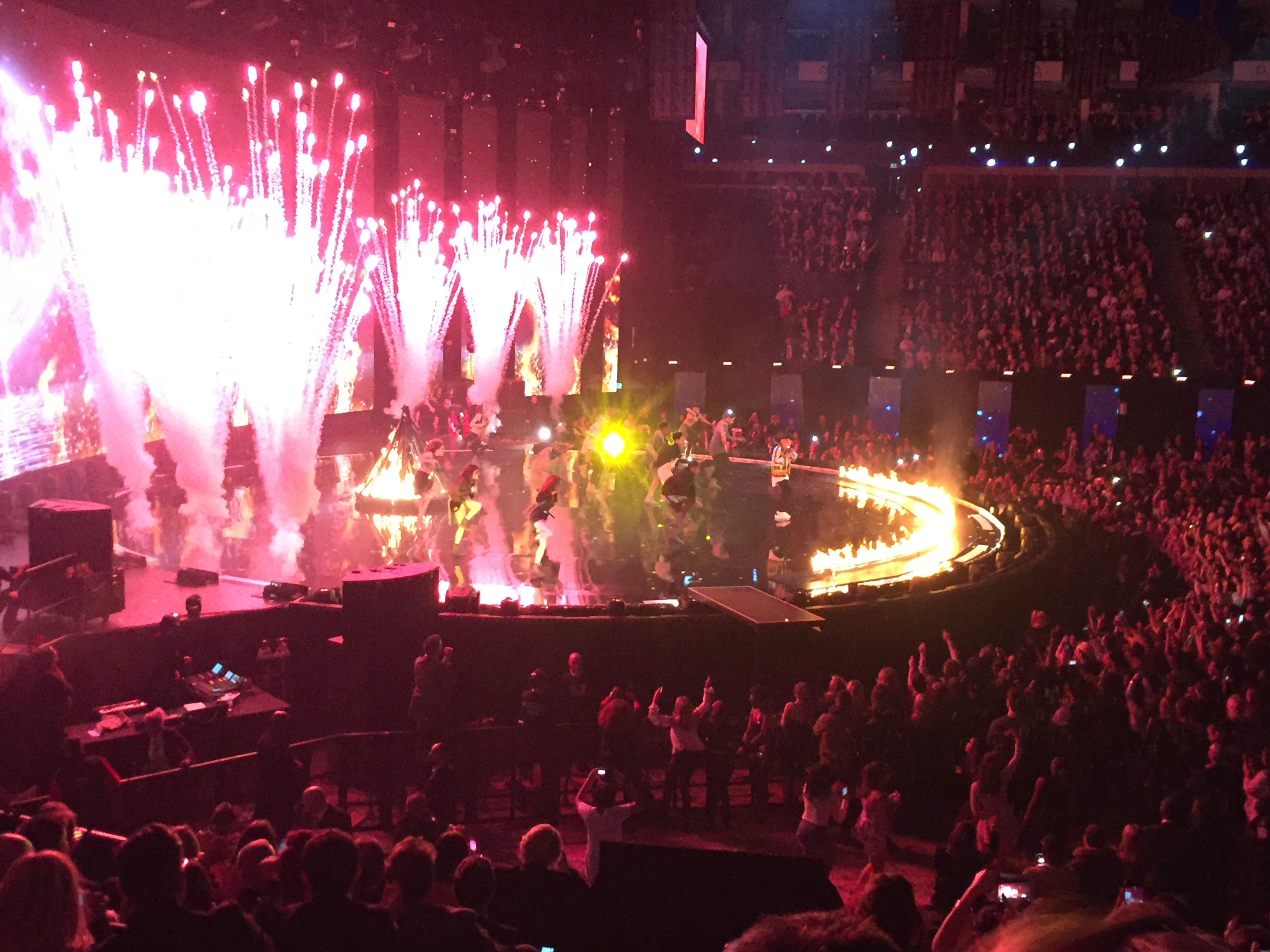
Bieber durante su presentación en los Brit Awards 2016.

«What Do You Mean?» se lanzó como el primer sencillo del álbum el 28 de agosto de 2015. Fue precedida de una campaña en los medios de comunicación, que empezó el 29 de julio de 2015, donde Bieber «encargó que al menos una celebridad por día sostuviera un signo que embroma la nueva pista y contara los días, hasta el día de lanzamiento». Después de su lanzamiento, el sencillo debutó en la primera posición de Billboard Hot 100, con 337 000 copias, así se convirtió en el primer corte del artista en alcanzar el número uno en dicha lista. En Australia también se convirtió en su primer sencillo número uno, así como en Reino Unido, donde entre otras cosas, comercializó 84 mil copias combinadas y rompió el récord de streaming en una semana. Aunado a esto, alcanzó el primer lugar en otros quince países. El vídeo musical del sencillo fue dirigido por Brad Furman, y se lanzó el 30 de agosto de 2015. En el clip se muestra a un Bieber descamisado en la cama con una joven, aparentemente son secuestrados, el actor colombiano John Leguízamo aparece en el vídeo.
«Sorry» se anunció como el segundo sencillo de Purpose el 16 de octubre de 2015. Este se lanzó el 23 de octubre de 2015. Un día antes, un vídeo musical se publicó, en donde unas mujeres realizaban la coreografía de la canción. En lo comercial, el tema encabezó por tres semanas el Hot 100, así como en Canadá y Reino Unido, además se posicionó en los primeros cinco en casi todo los mercados, incluyendo el primer lugar en seis países.
«Love Yourself» primero se estrenó en el show de radio Zane Lowe's Beats 1, y fue lanzado en las plataformas digitales el 9 de noviembre de 2015, antes del lanzamiento de Purpose, y más tarde se lanzó como el tercer sencillo oficial del álbum, el 5 de diciembre de 2015. Ingresó a varios listados de popularidad después del lanzamiento del álbum, y encabezó en ocho países, entre ellos, Australia, donde permaneció siete semanas en la cima, en Irlanda permaneció ocho semanas y en Nueva Zelanda diez. En Reino Unido y Estados Unidos, se convirtió en su tercer sencillo número uno, de manera consecutiva.
«Company» se anunció como cuarto sencillo del álbum el 19 de febrero de 2016, e impactó en las estaciones de radio de música pop el 8 de marzo de 2016. A diferencia de sus tres sucesores, tuvo una recepción comercial moderada.

### Sencillos promocionales y otras canciones
«I'll Show You» se lanzó como el primer sencillo promocional del álbum el primero de noviembre de 2015, acompañado de un vídeo musical, donde aparece el intérprete «corriendo a través de un exuberante paisaje verde en Islandia», así como «cayendo debajo de las colinas», «patinando encima de un avión abandonado» y «[desafiando] el agua helada con solo su ropa interior». El tema alcanzó el top 10 en cuatro países, incluido Canadá, los veinte primeros en otros seis, como en Australia, Estados Unidos y el Reino Unido. El álbum incluye el tema «Where Are Ü Now», colaboración de Bieber con Jack Ü, incluida originalmente en el álbum Skrillex and Diplo present Jack Ü. Dicho tema alcanzó los diez primeros lugares en más de diez países, incluido los Estados Unidos.
Ocho canciones del álbum Purpose entraron al top 40 de la lista de sencillos de Reino Unido, de The Official UK Charts Company, en su semana de lanzamiento. En el siguiente orden: «Sorry», «Love Yourself», «What Do You Mean?», «I'll Show You», «Company», «Where Are Ü Now», «Mark My Words» y «The Feeling». Con esto, Bieber batió el récord de mayor número de entradas al top 40 de manera simultánea por un artista vivo. En adición todas las canciones de la edición estándar y de lujo lograron ingresar al top 100 en la lista de éxitos de ese país, en la misma semana.

## Promoción

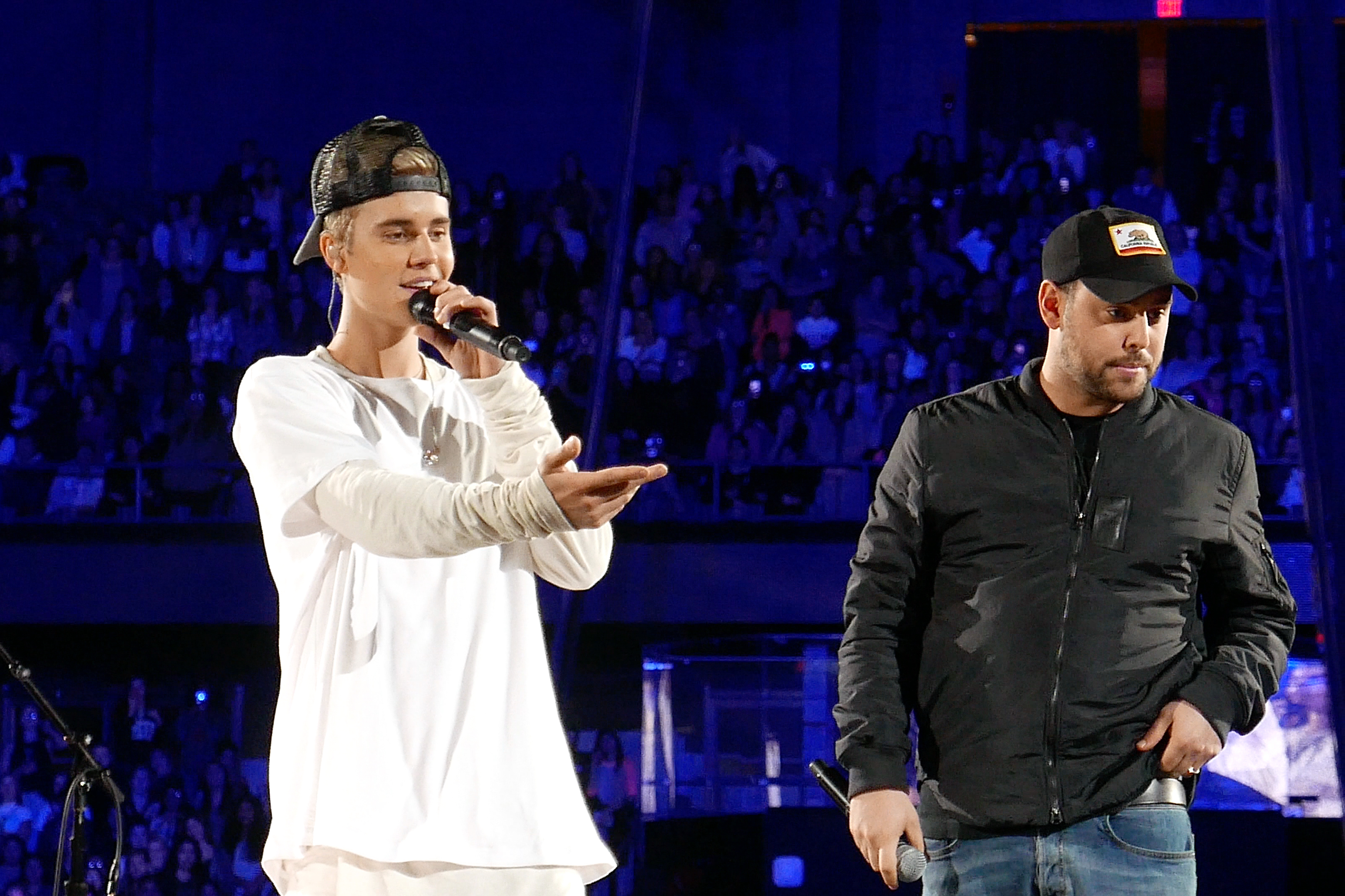
Justin Bieber junto a Scooter Braun durante un concierto promocional del álbum.

Para promover el álbum, Bieber concedió algunas entrevistas en revistas como Billboard, Complex, Interview Magazine, i-D, y NME. Bieber cantó por primera vez «What Do You Mean?» en los MTV Video Music Awards 2015, como un medley con «Where Are Ü Now», el 30 de agosto de 2015. Seguido a esto, se presentó en varios programas televisados, donde también interpretó el tema, como The X Factor de Australia, World Famous Rooftop, donde además cantó «Hold Tight», «All That Matters», «Boyfriend», «As Long as You Love Me», The Today Show, donde interpretó «Where Are Ü Now», «Boyfriend», «As Long As You Love Me» y «Baby», The Tonight Show Starring Jimmy Fallon, la transmisión de Think it Up de 2015, y en algunas ceremonias de premios como los MTV Europe Music Awards de 2015, NRJ Music Awards, y los BBC Radio 1's Teen Awards, donde además cantó «Where Are Ü Now» y «Boyfriend».
Del 9 al 13 de noviembre la animadora Ellen DeGeneres presentó la #BieberWeek (semana de Bieber en español), en su talk show homónimo, en dicho especial el intérprete concedió entrevistas, participó de juegos, bromas y cantó «What Do You Mean?», «Sorry» y «Love Yourself». El 17 de noviembre de 2015, regresó a The Tonight Show, para interpretar «Sorry», mientras que el día siguiente se presentó en Today Show, donde interpretó «What Do You Mean?», «Sorry», «Love Yourself», así como nuevos temas, «Company», «The Feeling» con Halsey y «No Pressure» con Big Sean. Bieber interpretó un medley de «What Do You Mean?», «Where Are Ü Now» y «Sorry», durante los American Music Awards de 2015. Bieber también participó en el Jingle Bell Ball 2015 de Capital FM.

### Purpose: The Movement

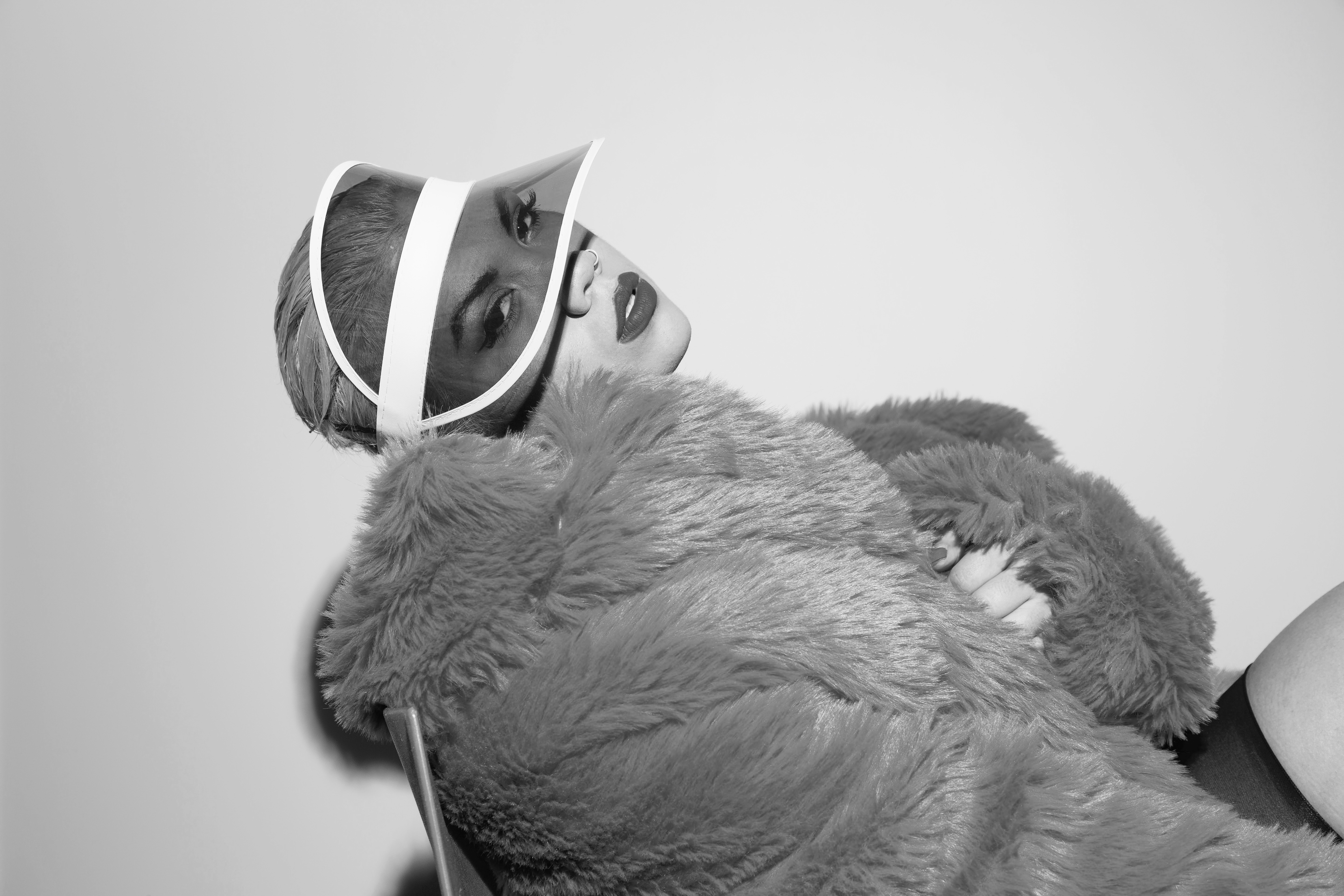
Parris Goebel fue la coreógrafa de los vídeos.

El 14 de noviembre de 2015, Bieber publicó un vídeo para cada pista de álbum en su cuenta de VEVO. El proyecto se consideró una «una serie de viñetas de vídeo para acompañar las canciones del álbum» que al reproducirse en secuencia forman «una película de baile de treinta minutos». Aunque en la mayoría de los vídeos no aparece el intérprete, en los vídeos se presentan otros invitados, del álbum, como Big Sean, Halsey, Travis Scott, Skrillex y Diplo. La coreógrafa de dichos vídeos fue la frecuente colaboradora del artista Parris Goebel.

### Gira
La gira se anunció el 11 de noviembre de 2015 en The Ellen DeGeneres Show. Ese mismo día, el sitio web del cantante anunció 58 fechas en Estados Unidos y Canadá. Debido a la amplia demanda que suscitó la gira, se agregaron más fechas en otras ciudades. El 30 de septiembre de 2016, Bieber anunció que próximamente se añadirían fechas del tour para Australia y Nueva Zelanda, el 25 de octubre, se anuncian dos conciertos en México, así como presentaciones en Suramérica y Centroamérica. El 5 de diciembre de 2016, durante el programa The Ellen DeGeneres Show, el intérprete anunció que recorrerá algunos estadios de Estados Unidos en el verano de 2017.
Al finalizar el 2016, la gira fue la sexta de mayor recaudación en el mundo, con un total de 163,3 millones de dólares de 86 espectáculos, con una asistencia total de 1 761 642 personas. Con este logro, Bieber se convirtió en el único artista masculino y junto a Adele, los únicos artistas emergentes en el nuevo milenio, en aparecer en la lista de los diez primeros.

## Lista de canciones
- Edición estándar

| Purpose |                                |                                                                                                   |                                          |          |  |
| N.º     | Título                         | Escritor(es)                                                                                      | Productor(es)                            | Duración |  |
| 1.      | «Mark My Words»                | Justin Bieber · Jason «Poo Bear» Boyd · Michael Tucker                                            | Blood                                    | 2:14     |  |
| 2.      | «I'll Show You»                | Bieber · Josh Gudwin · Sonny Moore · Tucker · Theron Feemster                                     | Skrillex · Blood                         | 3:19     |  |
| 3.      | «What Do You Mean?»            | Bieber · Boyd · Mason Levy                                                                        | MdL · Bieber                             | 3:25     |  |
| 4.      | «Sorry»                        | Bieber · Julia Michaels · Justin Tranter · Tucker · Moore                                         | Blodd · Skrillex                         | 3:20     |  |
| 5.      | «Love Yourself»                | Bieber · Ed Sheeran · Benjamin Levin                                                              | Benny Blanco                             | 3:53     |  |
| 6.      | «Company»                      | Bieber · Boyd · James Abrahart · Andreas Schuller · Thomas Troelsen · James Wong · Leroy Clampitt | Axident · Gladius · Big Taste · Boyd     | 3:28     |  |
| 7.      | «No Pressure» (con Big Sean)   | Bieber · Boyd · Robin Weisse · Dominic Jordan · Jimmy Giannos · Sean Anderson                     | The Audibles · Boyd                      | 4:46     |  |
| 8.      | «No Sense» (con Travis Scott)  | Bieber · Boyd · Kenneth Coby · Jacques Webster · Mike Dean                                        | Soundz · Dean                            | 4:35     |  |
| 9.      | «The Feeling» (con Halsey)     | Bieber · Michaels · Clarence Coffee, Jr. · Sarah Hudson · Moore · Ian Kirpatrick                  | Skrillex · Kirpatrick                    | 4:04     |  |
| 10.     | «Life Is Worth Living»         | Bieber · Boyd · Mark «The Mogul» Jackson                                                          | Jackson · Bieber                         | 3:54     |  |
| 11.     | «Where Are Ü Now» (con Jack Ü) | Moore · Thomas Wesley Pentz · Bieber · Boyd · Karl Rubin Brutus · Jordan Ware                     | Diplo · Skrillex                         | 4:02     |  |
| 12.     | «Children»                     | Bieber · Boyd · Moore · Brandon Green · Nico Hairtikainen                                         | Skrillex · Blood · Maejor · Hairtikainen | 3:43     |  |
| 13.     | «Purpose»                      | Bieber · Boyd · Stephen Philibin · Eben Wares · Jeremy Snyder · Scoot «Scooter» Braun             | Boyd · Snyder · Steve James              | 3:30     |  |
| 48:13   |                                |                                                                                                   |                                          |          |  |

- Edición de lujo

| Purpose — Edición de lujo |                    |                                                                                            |                                        |          |  |
| N.º                       | Título             | Escritor(es)                                                                               | Productor(es)                          | Duración |  |
| 14.                       | «Been You»         | Bieber · Boyd · Josh Abraham · Green · Oliver «Oligee» Goldstein · Saúl Castillo Vásquez   | Abraham · Oligee · Maejor · A.C.       | 3:30     |  |
| 15.                       | «Get Used to It»   | Bieber · Boyd · Green · Abraham · Ely Weisfield · Hairtikainen · Gudwin · Castillo Vásquez | Abraham · Hairtikainen · Maejor · A.C. | 3:58     |  |
| 16.                       | «We Are» (con Nas) | Bieber · Boyd · André Harris · Donovan «DK The Punisher» Knight · Nasir Jones              | Harris · Boyd · DK The Punisher        | 3:22     |  |
| 17.                       | «Trust»            | Bieber · Boyd · Jackson                                                                    | Jackson · DJ Tay James                 | 3:23     |  |
| 18.                       | «All In It»        | Bieber · Boyd · Jackson · Levy · Gudwin                                                    | Jackson · MdL · Gudwin                 | 3:51     |  |
| 66:06                     |                    |                                                                                            |                                        |          |  |

## Listas de popularidad

### Semanales
| África            |                            |    |
| Sudáfrica         | South African Albums Chart | 5  |
| América           |                            |    |
| Argentina         | Argentine Albums Chart     | 1  |
| Brasil            | Brazilian Albums Chart     | 1  |
| Canadá            | Canadian Albums            | 1  |
| Estados Unidos    | Billboard 200              | 1  |
| Estados Unidos    | Digital Albums             | 1  |
| Estados Unidos    | Tastemaker Albums          | 3  |
| Estados Unidos    | Top Album Sales            | 1  |
| México            | Top 20 México              | 2  |
| Uruguay           | Uruguayan Albums Chart     | 3  |
| Asia              |                            |    |
| Corea del Sur     | Gaon Chart                 | 42 |
| Corea del Sur     | Gaon International Chart   | 5  |
| Japón             | Oricon Albums Chart        | 7  |
| Taiwán            | Taiwanese Albums Chart     | 2  |
| Europa            |                            |    |
| Alemania          | German Albums Top 100      | 3  |
| Austria           | Austrian Albums Chart      | 3  |
| Bélgica (Flandes) | Ultratop Albums Chart      | 2  |
| Bélgica (Valonia) | Ultratop Albums Chart      | 6  |
| Croacia           | Top 40 Stranih             | 4  |
| Dinamarca         | Danish Top 40 Albums       | 1  |
| Escocia           | Scottish Albums Chart      | 2  |
| España            | Top 100 Álbumes            | 2  |
| Finlandia         | Finnish Albums Chart       | 5  |
| Francia           | Les Chart Albums           | 8  |
| Grecia            | Top 75 Albums Sales        | 5  |
| Hungría           | Hungarian Albums Chart     | 10 |
| Irlanda           | Irish Albums Chart         | 1  |
| Italia            | FIMI Albums Chart          | 2  |
| Noruega           | Norwegian Albums Chart     | 1  |
| Países Bajos      | Holland Top 100            | 1  |
| Polonia           | Polish Albums Chart        | 13 |
| Portugal          | Portuguese Albums Chart    | 2  |
| Reino Unido       | UK Albums Chart            | 2  |
| República Checa   | Czech Albums Chart         | 5  |
| Suecia            | Swedish Top 60 Albums      | 1  |
| Suiza             | Swiss Albums Chart         | 1  |
| Oceanía           |                            |    |
| Australia         | ARIA Albums Chart          | 1  |
| Nueva Zelanda     | Top 40 Albums Chart        | 1  |

#### Sucesión en listas
| Predecesor: Paradojas de Las Pastillas del Abuelo | Argentine Albums Chart — Álbum número uno 16 de noviembre de 2015 — 22 de noviembre de 2015 | Sucesor: 25 de Adele |
| Predecesor: If I Can Dream de Elvis Presley | Australian Albums Chart — Álbum número uno 29 de noviembre de 2015 — 6 de diciembre de 2015 | Sucesor: 25 de Adele |
| Predecesor: Quando Deus Quer, Ninguém Segura de Padre Alessandro | Brazilian Albums Chart — Álbum número uno 16 de noviembre de 2015 — 29 de noviembre de 2015 | Sucesor: 25 de Adele |
| Predecesor: Hello de Hedley | Canadian Albums — Álbum número uno 5 de diciembre de 2015 — 12 de diciembre de 2015 | Sucesor: 25 de Adele |
| Predecesor: Verden Ka'Vente de Rasmus Seebach Blackstar de David Bowie MGP 2016 de Varios artistas Reckless Twin de Mands Lenger Forward In Reverse de Dizzy Mizz Lizzy | Danish Albums Chart — Álbum número uno 8 de enero de 2016 — 22 de enero de 2016 29 de enero de 2016 — 4 de marzo de 2016 18 de marzo de 2016 — 25 de marzo de 2016 8 de abril de 2016 — 15 de abril de 2016 20 de mayo de 2016 — 27 de mayo de 2017                                                       | Sucesor: Blackstar de David Bowie MGP 2016 de Varios artistas Blue Album de Lukas Graham Blue Album de Lukas Graham Views de Drake                             |
| Predecesor: Traveller de Chris Stapleton | Billboard 200 — Álbum número uno 5 de diciembre de 2015 — 12 de diciembre de 2015 | Sucesor: 25 de Adele |
| Predecesor: Traveller de Chris Stapleton | Digital Albums — Álbum número uno 5 de diciembre de 2015 — 12 de diciembre de 2015 | Sucesor: 25 de Adele |
| Predecesor: Traveller de Chris Stapleton | Top Album Sales — Álbum número uno 5 de diciembre de 2015 — 12 de diciembre de 2015 | Sucesor: 25 de Adele |
| Predecesor: 25 de Adele | Irish Albums Chart — Álbum número uno 6 de enero de 2016 — 14 de enero de 2016 | Sucesor: Blackstar de David Bowie |
| Predecesor: On Another Note de Sol3 Mio | NZ Albums Chart — Álbum número uno 23 de noviembre de 2015 — 30 de noviembre de 2015 | Sucesor: 25 de Adele |
| Predecesor: Hei de Marcus & Martinus | Norwegian Albums Chart — Álbum número uno 5 de diciembre de 2015 — 12 de diciembre de 2015 | Sucesor: 25 de Adele |
| Predecesor: Greatest Hits de Anouk | Dutch Albums Chart — Álbum número uno 21 de noviembre de 2015 — 28 de noviembre de 2015 | Sucesor: 25 de Adele |
| Predecesor: Stories de Avicii 25 de Adele Blackstar de David Bowie Blackstar de David Bowie Weeping Willows de Tomorrow Became Today Mind of Mine de Zayn               | Swedish Albums Chart — Álbum número uno 20 de noviembre de 2015 — 27 de noviembre de 2015 1 de enero de 2016 — 15 de enero de 2016 22 de enero de 2016 — 29 de enero de 2016 5 de febrero de 2016 — 18 de marzo de 2016 25 de marzo de 2016 — 1 de abril de 2016 8 de abril de 2016 — 29 de abril de 2016 | Sucesor: 25 de Adele Blackstar de David Bowie Blackstar de David Bowie Weeping Willows de Tomorrow Became Today Mind of Mine de Zayn Takida de A Perfect World |
| Predecesor: CLA$$IC de Bushido & Shindy | Swiss Albums Chart — Álbum número uno 22 de noviembre de 2015 — 29 de noviembre de 2015 | Sucesor: 25 de Adele |

### Anuales
| País              | Lista                    | Mejor posición |
| 2015              | 2015                     | 2015           |
| ----------------- | ------------------------ | -------------- |
| Alemania          | German Albums Top 100    | 51             |
| Australia         | ARIA Albums Chart        | 4              |
| Austria           | Austrian Albums Chart    | 42             |
| Bélgica (Flandes) | Ultratop Albums Chart    | 29             |
| Bélgica (Valonia) | Ultratop Albums Chart    | 78             |
| Brasil            | Brazilian Albums Chart   | 11             |
| Croacia           | Top 50 Stranih           | 47             |
| Dinamarca         | Danish Album Top-100     | 7              |
| España            | Top 100 Álbumes          | 25             |
| Francia           | French Albums Chart      | 90             |
| Irlanda           | Irish Albums Chart       | 4              |
| Italia            | FIMI Albums Chart        | 36             |
| México            | Top 100 México           | 7              |
| Nueva Zelanda     | New Zealand Albums Chart | 12             |
| Países Bajos      | Dutch Albums Top 100     | 4              |
| Polonia           | Polish Albums Chart      | 17             |
| Reino Unido       | UK Albums Chart          | 5              |
| Suecia            | Swedish Albums Chart     | 4              |
| Suiza             | Swiss Albums Chart       | 47             |
| 2016              |                          |                |
| Alemania          | German Albums Top 100    | 41             |
| Australia         | ARIA Albums Chart        | 9              |
| Austria           | Austrian Albums Chart    | 55             |
| Bélgica (Flandes) | Ultratop Albums Chart    | 23             |
| Bélgica (Valonia) | Ultratop Albums Chart    | 63             |
| Canadá            | Canadian Albums          | 2              |
| Dinamarca         | Danish Album Top-100     | 1              |
| España            | Top 100 Álbumes          | 24             |
| Estados Unidos    | Billboard 200            | 3              |
| Estados Unidos    | Digital Albums           | 4              |
| Estados Unidos    | Top Album Sales          | 2              |
| Francia           | French Albums Chart      | 38             |
| Italia            | FIMI Albums Chart        | 46             |
| México            | Top 100 México           | 18             |
| Nueva Zelanda     | New Zealand Albums Chart | 2              |
| Países Bajos      | Dutch Albums Top 100     | 2              |
| Polonia           | Polish Albums Chart      | 63             |
| Reino Unido       | UK Albums Chart          | 4              |
| Suecia            | Swedish Albums Chart     | 1              |
| Suiza             | Swiss Albums Chart       | 26             |

## Certificaciones
| País                                      | Organismo certificador                    | Certificación                             | Ventas certificadas | Simbolización | Ref.     |
| ----------------------------------------- | ----------------------------------------- | ----------------------------------------- | ------------------- | ------------- | -------- |
| Alemania                                  | BVMI                                      | Oro                                       | 100 000             | ●             | [ 113 ]  |
| Australia                                 | ARIA                                      | 3× Platino                                | 210 000             | 3▲            | [ 134 ]  |
| Austria                                   | IFPI — Austria                            | 4× Platino                                | 60 000              | 4▲            | [ 115 ]  |
| Bélgica                                   | BEA                                       | Oro                                       | 15 000              | ●             | [ 116 ]  |
| Brasil                                    | ABPD                                      | 5× Platino                                | 200 000             | 5▲            | [ 250 ]  |
| Canadá                                    | CRIA                                      | 4× Platino                                | 320 000             | 4▲            | [ 251 ]  |
| Centroamérica                             | —                                         | Oro                                       | 5000                | ●             | [ 252 ]  |
| Chile                                     | IFPI — Chile                              | Platino                                   | 10 000              | ▲             | [ 253 ]  |
| Colombia                                  | ASINCOL                                   | 2× Diamante                               | 200 000             | 2♦            | [ 254 ]  |
| Dinamarca                                 | IFPI — Dinamarca                          | 6× Platino                                | 120 000             | 6▲            | [ 118 ]  |
| España                                    | PROMUSICAE                                | Platino                                   | 40 000              | ▲             | [ 122 ]  |
| Estados Unidos                            | RIAA                                      | 4× Platino                                | 1 812 000           | 3▲            | [ 255 ]  |
| Hungría                                   | MAHASZ                                    | Oro                                       | 2000                | ●             | [ 123 ]  |
| Italia                                    | FIMI                                      | Platino                                   | 50 000              | ▲             | [ 124 ]  |
| México                                    | AMPROFON                                  | Diamante+Platino+Oro                      | 390 000             | ♦ + ▲         | [ 256 ]  |
| Nueva Zelanda                             | RMNZ                                      | 2× Platino                                | 30 000              | 2▲            | [ 137 ]  |
| Polonia                                   | ZPAV                                      | 3× Platino                                | 30 000              | 3▲            | [ 127 ]  |
| Reino Unido                               | BPI                                       | 3× Platino                                | 982 000             | 3▲            | [ 257 ]  |
| Suecia                                    | GLF                                       | 3× Platino                                | 120 000             | 3▲            | [ 128 ]  |
| Total de ventas certificadas en 18 países | Total de ventas certificadas en 18 países | Total de ventas certificadas en 18 países | 5 346 000           | —             | [ n. 6 ] |

## Historial de lanzamiento
| País | Fecha                   | Formato                                          | Edición                             | Discográfica         | Ref.                  |
| ---- | ----------------------- | ------------------------------------------------ | ----------------------------------- | -------------------- | --------------------- |
|      | 13 de noviembre de 2015 | descarga digital · CD · Casete · disco de vinilo | Estándar · de lujo · edición vinilo | Def Jam · School Boy | [ 3 ] [ 189 ] [ 258 ] |

## Créditos y personal
- Korey Aaron: Asistente
- Henrique Andrade: Asistente
- Chelsea Avery: A&R
- Axident: Productor
- Jennifer Beal: Producción de paquete
- Philip Beaudreau: Trompeta
- Justin Bieber: Productor ejecutivo, voz principal, productor
- Big Sean: Artista invitado
- Benny Blanco: Instrumentación, productor, programación
- Blood: Productor
- Jason Boyd: A&R, productor
- Scott «Scooter» Braun: A&R, productor ejecutivo, productor
- Leesa D. Brunson: A&R
- Chris Burkard: Fotografía
- Maddox Chhim: Asistente de mezcla
- Leroy Clampitt: bajo
- Simon Cohen: Ingeniero de sonido
- Josh Connolly: Ingeniero de sonido
- Tom Coyne: Masterización
- Mike Dean: Productor
- Diplo: Artista invitado, mezcla, productor
- Theron Feemster: Piano
- Chriss Galland: Asistente de mezcla
- Jimmy Giannos: sintetizadores
- Mark «Exit» Goodchild: Ingeniero de sonido
- Halsey: Artista invitada
- Brandon Harding: Asistente de mezcla
- Nico Hartikainen: Productor
- Seif «Mageef» Hussain: Coordinador de producción
- Mark «The Mogul» Jackson: Piano, productor
- Samuel Jacquet: Ingeniero de sonido
- Steve James: Productor
- Jaycen Joshua: Mezcla
- Dominic Jordan: Tambores
- Terese Joseph: A&R
- Ryan Kaul: Asistente de mezcla
- Ian Kirpatrick: Productor
- Andrew Luftman: Coordinador de producción
- Manny Marroquín: Mezcla
- Randy Merril: Masterización
- Julia Michaels: Corista
- Zeke Mishanec: Asistente de mezcla
- Chris «Tek» O'Ryan: Ingeniero de sonido y vocal
- Teddy Photo: Corista
- Jimmy Powers: Guitarra eléctrica
- Andy Proctor: Producción de paquete
- Johannes Raassina: Ingeniero de sonido
- Usher Raymond IV: Productor ejecutivo
- David Rodríguez: Asistente
- Gregg Rominiecki: Ingeniero de sonido
- Jon Schacter: Asistente
- Bart Schoudel: Ingeniero de sonido
- Andreas Schuller: Percusión
- Ike Schultz: Asistente de mezcla
- Chris Sclafani: Ingeniero de sonido
- Travis Scott: Artista invitado
- Jessica Severn: Diseñadora gráfica, empaque
- Sasha Sirota: Bajo
- Skrillex: A&R, artista invitado, mezcla, productor
- Jeremy Snyder: Productor
- Derrick Stockwell: Asistente de mezcla
- Big Taste: Productor
- Trevon Trapper: Corista
- Dylan William: Ingeniero vocal
- James Wong: Guitarra
- Andrew Wuepper: Mezcla
- Compañías discográficas: RBMG Records y Def Jam Recordings.

Fuente: Notas del disco y Allmusic.